# Víctor Castillero
Víctor Manuel Castillero (* 3. Juni 1993) ist ein mexikanischer Leichtathlet, der sich auf den Stabhochsprung spezialisiert hat.

## Sportliche Laufbahn
Erste internationale Erfahrungen sammelte Víctor Castillero im Jahr 2013, als er bei den Zentralamerika- und Karibikmeisterschaften (CAC) in Morelia mit übersprungenen 4,80 m die Silbermedaille hinter seinem Landsmann Raúl Ríos gewann. Im Jahr darauf gewann er bei den U23-NACAC-Meisterschaften in Kamloops mit 4,80 m die Bronzemedaille hinter den US-Amerikanern Jacob Blankenship und Chase Wolfle. Anschließend belegte er beim Panamerikanischen Sportfestival in Mexiko-Stadt mit 4,90 m den fünften Platz und wurde dann auch bei den Zentralamerika- und Karibikspielen in Xalapa mit derselben Höhe Fünfter. 2023 gewann er bei den CAC-Spielen in San Salvador mit 5,30 m die Silbermedaille hinter seinem Landsmann Jorge Luna. 
In den Jahren 2013 und 2014, 2016 sowie 2019 und 2023 wurde Castillero mexikanischer Meister im Stabhochsprung.